# Li Xuezhi
Li Xuezhi (* 22. April 1991) ist ein chinesischer Biathlet.
Li Xuezhi gab 2013 in Otepää sein internationales Debüt im IBU-Cup und wurde 81. eines Einzels und 59. eines Sprints. Der 59. Rang ist sein bislang bestes Resultat in der zweithöchsten Rennserie den internationalen Biathlonsports. In Ruhpolding folgte das Debüt im Biathlon-Weltcup. An der Seite von Li Zhonghai, Chen Haibin und Ren Long erreichte er mit der chinesischen Staffel den 24. Platz. Erste internationale Meisterschaft wurden die Weltmeisterschaften 2013 in Nové Město na Moravě, wo er auch seine ersten Einzelrennen im Rahmen des Weltcups bestritt. Im Einzel wurde er 99., im Sprint 88. und mit Chen Haibin, Ren Long und Li Zhonghai als Schlussläufer der überrundeten Staffel 17.

## Biathlon-Weltcup-Platzierungen
Die Tabelle zeigt alle Platzierungen (je nach Austragungsjahr einschließlich Olympische Spiele und Weltmeisterschaften).
- 1.–3. Platz: Anzahl der Podiumsplatzierungen
- Top 10: Anzahl der Platzierungen unter den ersten zehn (einschließlich Podium)
- Punkteränge: Anzahl der Platzierungen innerhalb der Punkteränge (einschließlich Podium und Top 10)
- Starts: Anzahl gelaufener Rennen in der jeweiligen Disziplin
- Staffel: inklusive Mixed- und Single-Mixed-Staffeln

| Platzierung              | Einzel | Sprint | Verfolgung | Massenstart | Staffel | Gesamt |
| ------------------------ | ------ | ------ | ---------- | ----------- | ------- | ------ |
| 1. Platz                 |        |        |            |             |         |        |
| 2. Platz                 |        |        |            |             |         |        |
| 3. Platz                 |        |        |            |             |         |        |
| Top 10                   |        |        |            |             |         |        |
| Punkteränge              |        |        |            |             | 15      | 15     |
| Starts                   | 3      | 6      |            |             | 15      | 24     |
| Stand: 31. Dezember 2021 |        |        |            |             |         |        |